# Викшезеро (озеро)
Ви́кшезеро (Викшозеро) — озеро в Кондопожском районе Республики Карелия.

## Общие сведения
Расположено к западу от Уницкой губы Онежского озера.
Котловина ледниково-тектонического происхождения.
Озеро подковообразной формы. Берега отлогие, каменисто-песчаные. На озере 10 островов общей площадью около 0,06 км².
В озеро впадает ручей. Сток через реку Викшречка в Уницкую губу Онежского озера. Грунты в основном илистые, прибрежные грунты каменисто-песчаные.
Высшая водная растительность представлена зарослями тростника шириной до 50 м.
В озере обитают ряпушка, плотва, окунь, щука, налим, ёрш.